# Ollokot
Ollokot o Tewetakis (1843 - 30 de setembre de 1877) fou un dels joves cabdills nez percés, fill de Tuekakas/Old Joseph. Acompanyà el seu germà Chief Joseph en la fugida del 1877 com a cap dels joves guerrers, organitzant moltes expedicions punitives contra les tropes nord-americanes. Va morir el 27 de setembre del 1877 vora Bear Paw, quan fugia al Canadà amb Looking Glass.

## Vida
Ollokot era fill de Tuekakas, també anomenat Old Joseph, i germà menor de Chief Joseph. El seu pare i el seu germà eren partidaris de la pau i de la resistència passiva contra la invasió dels colons i miners blancs a la terra dels nez perce. Ollokot, que va ser descrit com a alt, elegant, intel·ligent, divertit i audaç, era un caçador i guerrer, però també una persona experimentada en la diplomàcia, ja que va acompanyar al seu pare i al seu germà gran en les negociacions entre els Estats Units i els nez perce el 1855 i el 1863.
A principis de 1877, Ollokot va participar amb Chief Joseph en les negociacions amb el general Oliver O. Howard. Howard va exigir que la gent de Joseph i Ollokot es traslladés de les seves terres tradicionals a la vall de Wallowa d'Oregon, a una reserva establerta per a ells a Idaho. Tot i que Ollokot va recolzar les iniciatives de pau del seu germà al consell, Howard creia que Ollokot estava al costat dels "joves temeraris, que prefereixen no lluitar amb els homes blancs".
Ollokot estava casat amb Tamalwinonmi (Cloudburst), amb qui va tenir un filla que més tard es coneixeria com a Sarah Connor.

## Guerra nez percé
Tot i que Joseph i Ollokot van accedir a la proposta de Howard de traslladar els nez percé a una reserva, el juny de 1877 un grapat de guerrers nez percé es va revoltar, matant a 18 colons blancs, indignats pels abusos que havien patit i l'assassinat d'un home nez percé acusat falsament de robar un cavall. Immediatament el general Howard va enviar dues companyies de cavalleria per castigar els nez perce, però aquests, liderats per Ollokot, van derrotar els nord-americans el 17 de juny de 1877 a la Batalla de White Bird Canyon.
Els nez perce, que sumaven uns 800 individus dels quals només 200 es podien considerar guerrers, va emprendre una retirada èpica recorrent 2.300 quilòmetres a través d'Idaho, Wyoming i Montana. Tot i que el cap Joseph se'l considera el líder dels nez perce, els capdills de la guerra com Ollokot, Looking Glass, White Bird i Toohoolhoolzote probablement van determinar l'estratègia i les tàctiques dels indis. Els nez perce van vèncer o escapar de les forces militars dels Estats Units en batalles a Cottonwood, Clearwater, Big Hole i Canyon Creek. Ollokot, acompanyat amb tan sols 60 joves, es va imposar a un nombre més gran de soldats a la batalla de Big Hole, permetent als nez percé d'escapar. Més tard, ell i altres van immobilitzar al general Howard robant-li les mules a la batalla de Canyon Creek.
Tanmateix, els nez perce es van veure encerclats per centenars de soldats nord-americans a les muntanyes Bear Paw de Montana, a tan sols 65 quilòmetres del seu objectiu, el Canadà. Després de la batalla de Bear Paw, que va durar cinc dies, el cap Joseph es va rendir el 5 d'octubre de 1877. Ollokot havia mort el primer dia de la batalla, el 30 de setembre de 1877. En el seu famós discurs de rendició, José va recordar a Ollokot: "El qui va liderar els joves és mort".